# پوتزالیا سابینا
پوتزالیا سابینا (به ایتالیایی: Pozzaglia Sabina) یک کومونه در ایتالیا است که در استان ریتی واقع شده‌است. پوتزالیا سابینا ۲۵٫۲ کیلومتر مربع مساحت و ۳۶۶ نفر جمعیت دارد و ۸۷۸ متر بالاتر از سطح دریا واقع شده‌است.